# Silvia Moreno-Garcia
Silvia Moreno-Garcia (Baja California, 25 april 1981) is een Mexicaans-Canadees schrijfster en redacteur van fantasy, sciencefiction en horror. Ze won hiervoor onder meer een World Fantasy Award, een British Fantasy Award en een Locus Award.

## Biografisch
Moreno-Garcia werd geboren in Mexico en woonde daar tot ze in 2004 verhuisde naar Canada. Ze behaalde een master in wetenschapsdynamica aan de University of British Columbia en bracht in 2006 haar eerste korte verhaal uit. Moreno-Garcia begon in 2009 een uitgeverijtje genaamd Innsmouth Free Press. Hiermee ging ze naast haar schrijfactiviteiten ook als samensteller en redacteur horroranthologieën en -boeken uitgeven, met name verhalen geïnspireerd door H.P. Lovecraft, vaak binnen de Cthulhu Mythos.
Uitgeverij Exile Editions publiceerde in 2013 Moreno-Garcia's eerste eigen verhalenbundel, This Strange Way of Dying. Haar eerste boek volgde twee jaar later, Signal to Noise. Dit gaat over een vrouw die terugkijkt op haar jeugd als buitenbeentje in Mexico, de ontdekking dat ze in staat bleek om met magie haar leven te beïnvloeden en hoe er een breuk met haar beste vrienden ontstond. Datzelfde jaar gaf Moreno-Garcia met Innsmouth Free Press de anthologie She Walks in Shadows uit, die ze samenstelde samen met haar doorgaans vaste co-redactrice Paula R. Stiles. Dit is een verzameling van 25 verhalen binnen de Cthulhu Mythos die allemaal werden geschreven door vrouwen. Hiervoor won ze in 2016 een World Fantasy Award.
Moreno-Garcia's boeken gaan doorgaans over steeds andere onderwerpen. Zo gaat Certain Dark Things over vampieren, Gods of Jade and Shadow over Maya-goden en Untamed Shore over oplichters in een toeristische stad. Ze gebruikt voor haar verhalen wel doorgaans Mexico als locatie. Dit geldt ook voor haar zesde boek Mexican Gothic, over een welgestelde vrouw die na een verontrustende brief haar nicht en dier schoonfamilie opzoekt in een afgelegen landhuis en daar zelf ook in de ellende belandt. Moreno-Garcia won hiervoor zowel een Locus Award als een British Fantasy Award.

### Boeken
- 2015 - Signal to Noise
- 2016 - Certain Dark Things
- 2017 - The Beautiful Ones
- 2019 - Gods of Jade and Shadow
- 2020 - Untamed Shore
- 2020 - Mexican Gothic (Locus Award, British Fantasy Award)
- 2021 - Velvet Was the Night
- 2022 - The Daughter of Doctor Moreau
- 2023 - Silver Nitrate

### Chapbooks[3]
- 2017 - Prime Meridian
- 2021 - The Return of the Sorceress
- 2022 - The Tiger Came to the Mountains

### Verzamelbundels
- 2013 - This Strange Way of Dying
- 2013 - Other Lives
- 2014 - Love and Other Poisons